# Zerotula coronata
Zerotula coronata är en snäckart som beskrevs av Warén och Hain 1996. Zerotula coronata ingår i släktet Zerotula och familjen Zerotulidae. Inga underarter finns listade i Catalogue of Life.